# Rundschrift

F. Soeneckens Rundschrift, Remscheid 1875

Die Rundschrift ist eine mit einer breiten Bandzugfeder geschriebene lateinische Schreibschrift (Antiqua-Kursive), die um 1876 vom deutschen Kaufmann und Grafiker Friedrich Soennecken entwickelt wurde.
Soennecken ließ seine Schreibfedern in England herstellen und begann später mit der Produktion in Poppelsdorf (bei Bonn). Um einen größeren Absatz für seine Bandzugfedern zu schaffen, entwickelte Soennecken selbst eine zu diesen passende Schrift, die auf der französischen Ronde-Schrift aufbaute. Durch die mit der Bandzugfeder verbundene andere Handhaltung wurde besonders Schreibanfängern in der Schule das Schreiben erleichtert.
Soenneckens Verlag gab von Franz Reuleaux verfasste Lehr- und Übungshefte heraus, die „Rundschreibhefte“. Sie erschienen in mehreren Sprachen und warben gleichzeitig für die „Rundschriftfedern“ (Breit- oder Bandzugfedern), die Soennecken selbst vertrieb. In der Zeit vor dem Ersten Weltkrieg wurde Soenneckens Rundschrift oft für Deckblätter, technische Zeichnungen und Pläne aller Art eingesetzt – unter anderem bei der Preußischen Eisenbahnverwaltung.

## Entstehung und Merkmale
Die Vorgängerin der Rundschrift, die französische Ronde, geht auf den Schreibmeister Louis Barbedor zurück. Sie wurde im 17. und 18. Jahrhundert in England zur Round hand weiterentwickelt. Diese schräge Schreibschrift mit ihren großen Unter- und Oberlängen und ihrem veränderlichen Strich (Schwellzugfeder) ist zwar dekorativ (mit barocken Schleifen und Schnörkeln), aber technisch schwer zu schreiben.
Soenneckens Rundschrift wird im Gegensatz zum französischen Vorbild mit einer sehr breiten Bandzugfeder geschrieben. Dafür verwendet die Schrift etwas weniger Schnörkel. Die Majuskeln sind nicht kursiv, sondern gerade.

Varianten in Europa
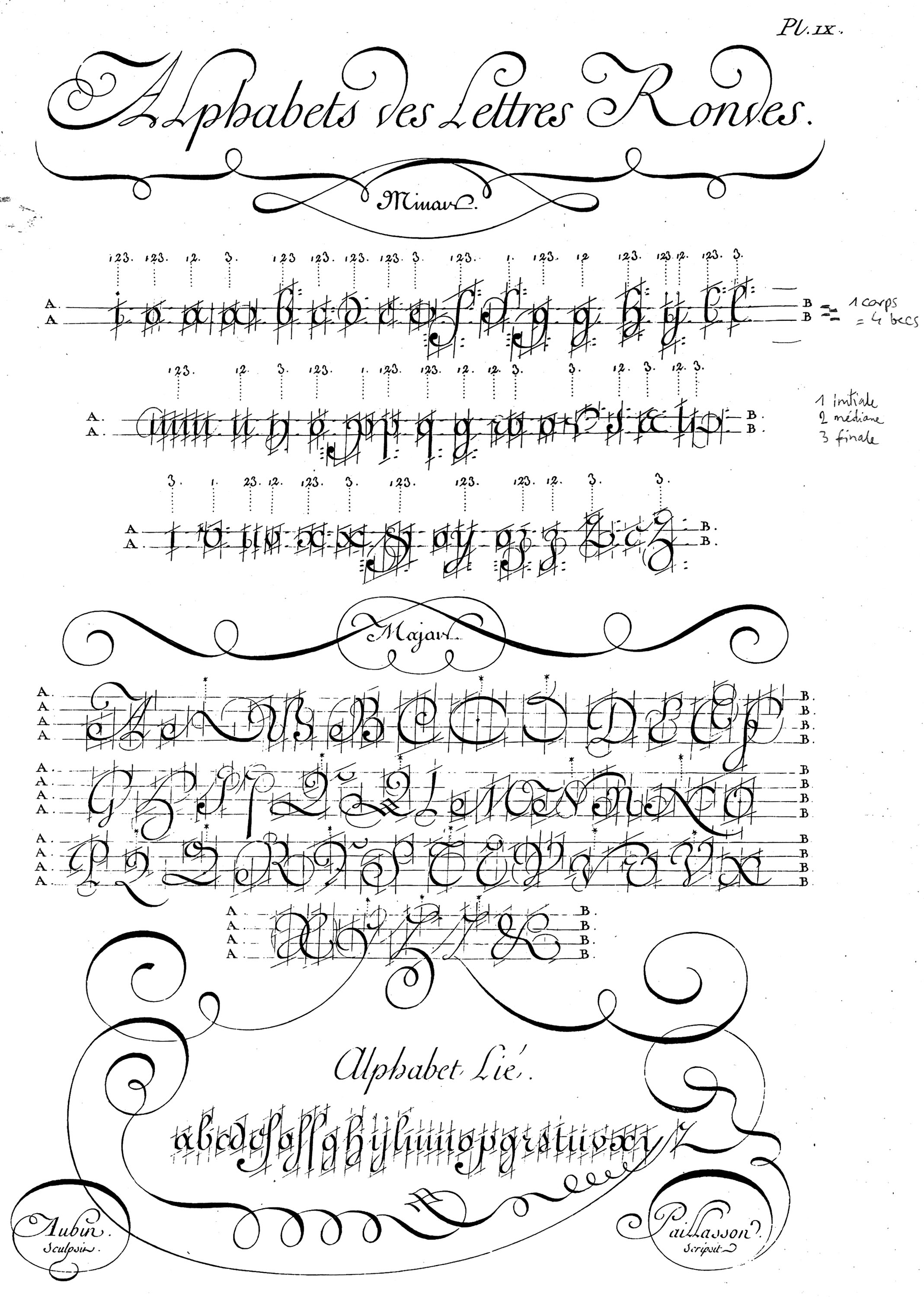
Schriftbeispiel der Ronde des Kalligraphen Charles Paillasson (1751–1780)
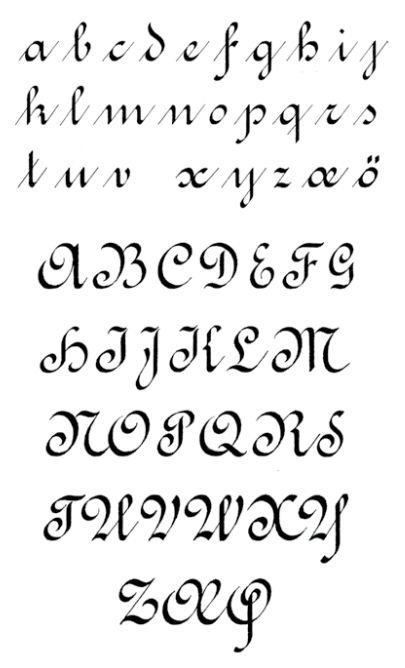
Mit der Breitfeder geschriebene Ronde, Variante in Dänemark 1883